# Richard H. Scheller

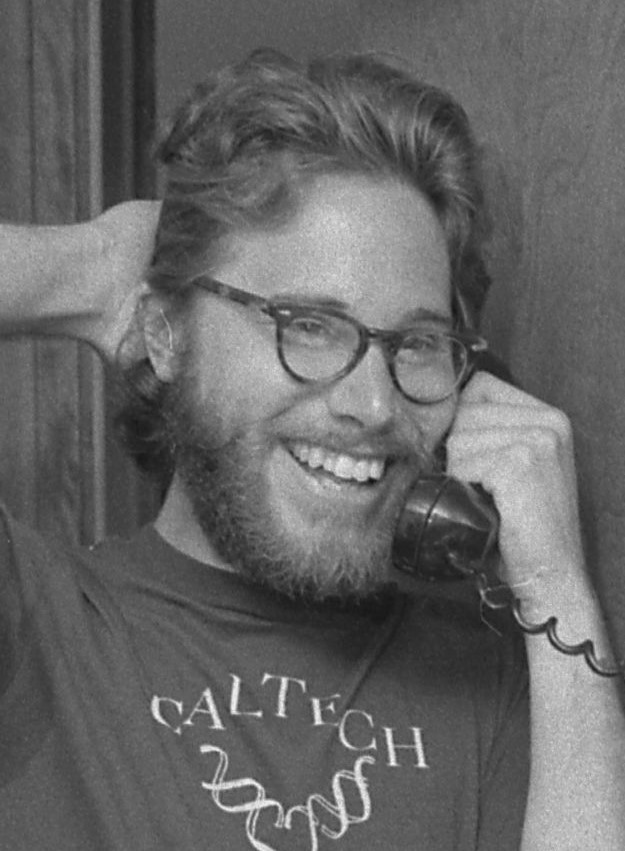
Richard H. Scheller (1980)

Richard H. Scheller (* 30. Oktober 1953 in Milwaukee) ist ein US-amerikanischer Biochemiker und Neurowissenschaftler.

## Leben und Wirken
Scheller studierte an der University of Wisconsin (Bachelor in Biochemie 1975) und wurde 1980 am California Institute of Technology (Caltech) in Chemie promoviert. Als Post-Doktorand war er 1980/81 am Caltech und 1981/82 an der Columbia University bei den späteren Nobelpreisträgern Eric Kandel und Richard Axel, wo er sich neurowissenschaftlicher Forschung zuwandte. 1982 wurde er Assistant Professor, 1987 Associate Professor und 1994 Professor für molekulare und zellulare Physiologie und Biologie an der Stanford University. Dort forschte er auch ab 1994 für das Howard Hughes Medical Institute (HHMI) am  Stanford University Medical Center. 1984 wurde er Forschungsstipendiat der Alfred P. Sloan Foundation (Sloan Research Fellow). Seit 2001 ist er bei Genentech, zunächst als Senior Vice President und ab 2003 ab Executive Vice President, zuständig für die Forschungsstrategie, Entdeckung neuer Medikamente und deren frühe (klinische) Tests. 2008 wurde er dort Chief Scientific Officer. Er ist auch im erweiterten Vorstand (Executive Committee) der Konzernmutter Roche und im Research Review Committee von Genentech.
Seit 2004 ist er neben seiner Führungsposition bei Genentech auch Adjunct Professor in der Fakultät für Biochemie und Biophysik der University of California, San Francisco.
Scheller wandte sich als Post-Doktorand bei Kandel und Axel an der Columbia University den Neurowissenschaften zu – obwohl er dazu eigentlich zuvor kaum ausgebildet war. Er benutzte gentechnische Methoden zur Identifizierung der für Signalmoleküle des Nervensystems (Neuropeptide) verantwortlichen Gene und identifizierte und klonte Gene für Proteine, die die Freisetzung von Neurotransmittern kontrollieren. Bei Genentech erforschte er vor allem Proteine, die den Transport von Strukturen in Zellen kontrollieren (Rab GTPasen).
Er veröffentlichte über 200 wissenschaftliche Aufsätze (2011).
2010 erhielt er mit Thomas C. Südhof und James E. Rothman den Kavli-Preis in Neurowissenschaften dafür, dass er zeigte, wie Netze von Nervenzellen im Rückenmark von Säugern elementare rhythmische Motorbewegungen generieren. 1997 erhielt er den National Academy of Sciences Award in Molecular Biology und 1993 hielt er die W. Alden Spencer Lecture (mit Thomas Südhof).
Er ist Mitglied der National Academy of Sciences (2000) und der American Academy of Arts and Sciences (1998) sowie der Norwegischen Akademie der Wissenschaften. Er ist im Rat für Geistige Gesundheit (National Advisory Mental Health Council) der National Institutes of Health. 2009 erhielt er den Distinguished Alumni Award in Biologie der University of Wisconsin-Madison. 2013 wurde er mit dem Albert Lasker Award for Basic Medical Research ausgezeichnet.